# Enfrentamiento de Sainthamaruthu
El 26 de abril de 2019, las fuerzas de seguridad de Sri Lanka y los militantes de National Thowheeth Jama'ath vinculados al Estado Islámico de Irak y el Levante se enfrentaron cuando las fuerzas de seguridad allanaron una casa en la ciudad de Sainthamaruthu en el distrito de Ampara alrededor de las 7:30 p. m. La casa había sido utilizada por los militantes para fabricar explosivos y chalecos suicidas . Tres atacantes suicidas se inmolaron, matando a nueve miembros de su familia, incluidos seis niños, mientras que los soldados mataron a tiros a otros cuatro sospechosos. Un civil murió y otros dos resultaron heridos durante el fuego cruzado.

## Trasfondo
Después de los atentados de Pascua de 2019, el gobierno de Sri Lanka inició una operación para localizar a presuntos terroristas leales al Thowheeth Jama'ath. Miembros de la Fuerza Especial de Asalto recibió un aviso de un oficial de policía de tránsito sobre una casa en Sainthamaruthu con un grupo de personas sospechosas. La Fuerza Especial de Asalto fue a allanar la casa bajo sospecha. La agencia de noticias Amaq, alineada con ISIL, afirmó más tarde que los militantes de National Thowheeth Jama'ath de Sainthamaruthu habían preparado una emboscada en la casa y habían atraído voluntariamente a las fuerzas de seguridad para que los atacaran.

## Ataques
Cuando las fuerzas especiales intentaron ingresar a la casa, fueron recibidos con disparos desde el interior. Las fuerzas de seguridad intercambiaron disparos con los atacantes durante aproximadamente una hora. Tres atacantes suicidas se inmolaron matando a 9 personas, mientras que la policía confirmó que otros tres sospechosos murieron en el enfrentamiento.
Tres mujeres y seis niños murieron en los atentados suicidas de los terroristas. Un civil murió en el fuego cruzado.
Los muertos en la redada fueron identificados como el padre de Zahran Hashim, Mohamed Hashim, y sus hermanos Zainee y Rilwan, siendo Rilwan uno de los terroristas suicidas. La agencia de noticias Amaq emitió un comunicado en el que afirmaba que los militantes de Sainthamaruthu habían sido leales a ISIS y supuestamente habrían matado a 17 miembros de las fuerzas de seguridad de Sri Lanka. También publicó una foto de Zahran junto a su hermano Rilwan. La familia lanzó un mensaje de video final antes de ser asesinados, que sugería que de hecho si tenían vínculos con ISIS.

## Secuelas
Quince cuerpos fueron inicialmente recuperados del lugar del enfrentamiento. Las tropas de seguridad también recuperaron explosivos, detonadores, barras de gelignita, botellas de ácido, cuerdas detonantes, banderas de ISIS, kits suicidas y uniformes militares. Una mujer y un niño heridos en una casa cercana durante las explosiones fueron llevados al hospital y recibieron custodia policial, se sospecha que son la esposa y la hija de Zahran.
Además impuso un toque de queda en la zona hasta nuevo aviso.
Los cuerpos de 10 adultos fueron enterrados sin ritos religiosos el 2 de mayo, pero los 6 niños fueron enterrados con ritos funerarios islámicos. Sin embargo, los cuerpos fueron exhumados en junio para recolectar muestras de ADN ya que las muestras anteriores estaban demasiado contaminadas.
La policía de Sri Lanka recompensó con රු.500,000 ($2694 dólares)al oficial de policía que avisó a la Fuerza de Tarea Especial sobre la casa de seguridad en Sainthamaruthu. Tres civiles musulmánes de la zona que alertaron a la policía sobre los sospechosos recibirán රු,1 millón de rupias ($5388) cada uno.